# La nit americana
La nit americana (títol original en francès: La Nuit américaine) és una pel·lícula francesa de 1973 dirigida per François Truffaut i protagonitzada pel mateix Truffaut, juntament amb Jacqueline Bisset i Jean-Pierre Léaud en els papers principals.
El tema de la pel·lícula està dedicat precisament a la direcció d'una pel·lícula, al treball dels actors i de l'equip tècnic, al cinema en general.

## Argument
Al llarg de les sis setmanes que dura el rodatge del melodrama Je vous présente Pamela, filmat a un estudi de cinema de la ciutat de Niça, Truffaut recrea el procés col·lectiu d'elaboració d'una pel·lícula: les situacions reals de la vida dels actors i de l'equip tècnic, la relació entre el director i el seu equip, els seus conflictes personals, situacions d'estrès i enveja, etc. Malgrat les diferències de l'equip professional, tots ells comparteixen no obstant una passió: el seu interès comú per la pel·lícula, per la qual estan disposats a sacrificar-se.
Entre els protagonistes de la pel·lícula destaquen Alexandre (Jean-Pierre Aumont), una estrella en hores baixes; Séverine (Valentina Cortese), que ha deixat enrere els seus dies com a aclamada diva; Alphonse (Jean-Pierre Léaud), un jove galan i atractiu; i Julie Baker (Jacqueline Bisset), una jove actriu britànica que es recupera d'una crisi nerviosa que ha tingut com a origen la controvèrsia generada arran de la seva unió matrimonial amb el seu doctor, molt més gran que ella.
Entrellaçats dins el guió, apareixen diversos episodis protagonitzats pels membres de l'equip tècnic i el director Ferrand (Truffaut), que combaten per entregar a temps la pel·lícula mentre, allunyada de les càmeres, la vida dels actors pateix uns alts i baixos que no deixen inalterada la progressió del rodatge.

## Al voltant de la pel·lícula
El títol de la pel·lícula es deu a una tècnica de filmació per la qual, mitjançant uns filtres especials adjuntats a l'objectiu de la càmera, s'aconsegueix crear un efecte de nit malgrat que l'escena sigui en realitat rodada durant el dia i amb llum natural. Aquesta tècnica és anomenada en anglès Day-for-Night (o bé Nit americana).

## Premis i nominacions
La pel·lícula va ser estrenada el 1973 al Festival de Canes, sense entrar en competició.
El 1974 la pel·lícula va guanyar el premi BAFTA a la millor pel·lícula i l'Oscar a la millor pel·lícula de parla no anglesa. Així mateix, Valentina Cortese i Truffaut van ser nominats a l'Oscar a la millor actriu secundària i a l'Oscar a la millor direcció, respectivament. Truffaut també va ser nominat, juntament amb Jean-Louis Richard i Suzanne Schiffman, per l'Oscar al millor guió original.
La pel·lícula és considerada com una de les millors obres de François Truffaut. Per exemple, és una de les dues pel·lícules que apareixen a la revista anglesa Time, juntament amb Les Quatre Cents Coups, ambdues catalogades com a de les millors 100 pel·lícules del segle.

## Repartiment
- Jacqueline Bisset: Julie
- Valentina Cortese: Severine
- Dani: Liliane
- Alexandra Stewart: Stacey
- Jean-Pierre Aumont: Alexandre
- Jean Champion: Betrand
- Jean-Pierre Léaud: Alphonse
- François Truffaut: (Director) Ferrand
- Nathalie Baye: Joelle
- David Markham: Doctor Nelson
- Zénaïde Rossi: Madame Lajoie
- Xavier Saint-Macary: (Rol no especificat)